# Como 1907
Como 1907 Società a responsabilità limitata (ook wel bekend als Como 1907) is een Italiaanse voetbalclub uit de Como, Lombardije (Italië). De club maakte in 2024 haar opmars. Het stadion van de club is Stadio Giuseppe Sinigaglia. De club speelt vanaf seizoen 2024-25 in de Serie A. De clubkleuren zijn blauw en wit. De rivalen van de club zijn AC Monza, Calcio Lecco, en tot 2019 ook Varese Calcio.

## Geschiedenis
De club werd op 25 mei 1907 opgericht als Como Foot-Ball Club. In de beginjaren speelde het enkel vriendschappelijke wedstrijden en lokale toernooien tegen elftallen uit Milaan en Zwitserland. In 1912 trad het toe tot het Italiaanse voetbalsysteem. De eerste wedstrijd op het hoogste niveau werd in het seizoen 1913/14 gespeeld. Het eerste zilverwerk werd in 1927 gewonnen, nadat Genoa CFC in de eindstrijd om de Coppa Volta met 1-0 werd verslagen. Dat jaar nam Como haar intrek in stadion waar zij anno 2025 nog actief is; Stadio Giuseppe Sinigaglia.
Na afloop van de Tweede Wereldoorlog wist Como zich te manifesteren in de Serie B. Als resultaat hiervan wist het in 1949 voor promotie te bewerkstelligen naar de Serie A. Het verblijf op het hoogste niveau van het Italiaanse voetbal duurde vier seizoenen. Como wekte sympathie op voor hun keuze om in hun derde seizoen in de Serie A enkel Italiaanse spelers op te stellen. Op 23 september 1951 stond Como voor het eerst in haar bestaan alleen aan kop in de Serie A, een punt voor grootmachten Internazionale, Juventus, AC Milan en Napoli.
In de jaren die volgde pendelde de club heen en weer tussen de Serie B en Serie C. Het duurde tot 1975 voordat de club er in slaagde terug te keren in de Serie A. Mede door de inbreng van de talentvolle Marco Tardelli. De terugkeer bleef echter beperkt tot een seizoen, waarna de club in 1978 zelfs weer afzakte naar de Serie C. Door twee opeenvolgende promoties keerde Como in 1979 voor twee seizoenen terug op het hoogste niveau. Een nieuwe promotie volgde in 1984, die resulteerde in een vijfjarig verblijf in de Serie A. In de jaren negentig bivakkeerde Como voornamelijk op het derde niveau.

### Faillissementen
Het nieuwe millennium leek een kentering te brengen voor de club die in 2001 opnieuw naar de Serie B promoveerde en een jaar later zelfs terug naar de Serie A. Het werd echter een totaal fiasco, waarbij Como het hele seizoen op een degradatieplaats stond. Een jaar later eindigde het zelfs als hekkensluiter in de Serie B, waardoor een nieuwe degradatie onoverkomelijk was. De slechte noteringen zorgde ervoor dat Como te maken kreeg met financiële problemen en werd teruggezet naar de Serie D. Inmiddels was de club failliet verklaard, waardoor er een herstart werd gemaakt onder een nieuwe geregistreerde naam; Calcio Como S.r.l.
Vanaf het seizoen 2007/08 werd langzaam de weg naar boven teruggevonden door Como. Het duurde desalniettemin tot 2015 voordat Como terugkeerde in de Serie B. Nieuwe economische problemen ontstonden gedurende het seizoen 2016/17, waardoor de club opnieuw failliet werd verklaard en werd geveild. De club werd gekocht door Akosua Puni Essien, vrouw van voormalig voetballer Michael Essien, die daarmee de eerste buitenlandse vrouw in het Italiaanse voetbal werd. Het nieuwe Como diende een verzoek in voor toetreding tot de Serie C, maar deze werd afgewezen. In plaats daarvan mocht het deelnemen aan de Serie D.

### Nieuwe eigenaar
In 2019 kocht een Indonesische onderneming, Djarum Group, de aandelen van de club, nadat het was teruggekeerd in de Serie C. De nieuwe eigenaren stelden oud-Chelsea speler Dennis Wise in 2021 aan als algemeen directeur. Como wist in de seizoenen 2021/22 en 2022/23 degradatie te voorkomen. In augustus 2022 stapte oud-Arsenal en -FC Barcelona speler Cesc Fàbregas in als minderheidsaandeelhouder, terwijl hij ook actief werd als speler. Later die maand volgde Thierry Henry zijn voorbeeld door zich in te kopen bij Como.
In 2023/24 had Como een goede start onder hoofdtrainer Moreno Longo. Desalniettemin werd op 13 november 2023 besloten afscheid te nemen van Longo en Fàbregas aan te stellen als interim-hoofdtrainer, hoewel deze niet over de juiste papieren beschikte. Osian Roberts werd enkele weken later aangesteld als hoofdtrainer, waarna de Spanjaard als assistent-trainer verder ging. Uiteindelijk lukte het Como promotie te bewerkstelligen door als tweede te eindigen in de Serie B, achter Parma Calcio 1913.
In aanloop naar het nieuwe seizoen werd Fàbregas, die inmiddels over de juiste papieren beschikte, aangesteld als hoofdtrainer. Onder zijn leiding werd er flink geïnvesteerd in de selectie, onder andere met het aantrekken van Pepe Reina, Alberto Moreno, Sergi Roberto, Nico Paz en Andrea Belotti. Como eindigde bij haar terugkeer op het hoogste niveau op de tiende plaats. In de zomer van 2025 werd er opnieuw flink geïnvesteerd. Er werd ruim 100 miljoen euro uitgegeven aan nieuwe spelers, waaronder Nicolas Kühn, Máximo Perrone, Jayden Addai, Martin Baturina en Jesús Rodríguez.

## Eerste elftal

### Selectie
| Nr.           | Naam                   | Sinds      | Contract   | Vorige club                |
| Doelmannen    | Doelmannen             | Doelmannen | Doelmannen | Doelmannen                 |
| ------------- | ---------------------- | ---------- | ---------- | -------------------------- |
| 22            | Mauro Vigorito         | 2023       |            | Cosenza Calcio             |
| 30            | Jean Butez             | 2025       | 2028       | Royal Antwerp FC           |
| Verdedigers   |                        |            |            |                            |
| 2             | Marc-Oliver Kempf      | 2024       | 2027       | Hertha BSC                 |
| 5             | Edoardo Goldaniga      | 2024       | 2028       | Cagliari Calcio            |
| 13            | Alberto Dossena        | 2024       | 2028       | Cagliari Calcio            |
| 15            | Felipe Jack            | 2024       | 2028       | SE Palmeiras               |
| 18            | Alberto Moreno         | 2024       | 2026       | Villarreal CF              |
| 28            | Ivan Smolčić           | 2025       | 2029       | HNK Rijeka                 |
| 31            | Mërgim Vojvoda         | 2025       | 2028       | Torino FC                  |
| 41            | Álex Valle             | 2025       | 2029       | FC Barcelona               |
| 77            | Ignace Van der Brempt  | 2025       | 2028       | Red Bull Salzburg          |
|               | Tommaso Cassandro      | 2023       | 2027       | US Lecce                   |
|               | Peter Kováčik          | 2024       |            |                            |
|               | Marco Sala             | 2023       | 2026       | Sassuolo                   |
| Middenvelders |                        |            |            |                            |
| 8             | Dele Alli              | 2025       | 2026       | Everton FC                 |
| 20            | Sergi Roberto          | 2024       | 2026       | FC Barcelona               |
| 23            | Máximo Perrone         | 2025       | 2029       | Manchester City FC         |
| 26            | Yannik Engelhardt      | 2024       | 2027       | Fortuna Düsseldorf         |
| 27            | Matthias Braunöder     | 2024       | 2027       | Austria Wien               |
| 33            | Lucas Da Cunha         | 2023       | 2026       | OGC Nice                   |
| 44            | Naj Razi               | 2024       | 2026       | Shamrock Rovers            |
| 58            | Giuseppe Mazzaglia     | 2024       | 2027       |                            |
| 79            | Nico Paz               | 2024       | 2028       | Real Madrid CF             |
| 80            | Maxence Caqueret       | 2025       | 2029       | Olympique Lyon             |
|               | Oliver Abildgaard      | 2023       |            | Rubin Kazan                |
|               | Martin Baturina        | 2025       | 2030       | GNK Dinamo Zagreb          |
|               | Ben Lhassine Kone      | 2024       | 2027       | Torino FC                  |
|               | Luca Mazzitelli        | 2024       | 2027       | Frosinone Calcio           |
| Aanvallers    |                        |            |            |                            |
| 7             | Gabriel Strefezza      | 2024       | 2027       | US Lecce                   |
| 9             | Alessandro Gabrielloni | 2018       | 2027       | Bisceglie                  |
| 10            | Patrick Cutrone        | 2022       | 2028       | Wolverhampton Wanderers FC |
| 11            | Anastasios Douvikas    | 2025       | 2029       | Celta de Vigo              |
| 17            | Jesús Rodríguez        | 2025       | 2030       | Real Betis                 |
| 19            | Nicolas Kühn           | 2025       | 2029       | Celtic FC                  |
| 38            | Assane Diao            | 2025       | 2029       | Real Betis                 |
| 42            | Jayden Addai           | 2025       | 2030       | AZ                         |
| 90            | Iván Azón              | 2025       | 2029       | Real Zaragoza              |
|               | Samuel Ballet          | 2024       | 2027       | FC Winterthur              |
|               | Andrea Belotti         | 2024       | 2026       | AS Roma                    |
|               | Alberto Cerri          | 2023       | 2026       | Cagliari Calcio            |
|               | Ali Jasim              | 2024       | 2027       | Al-Kahrbaa                 |
|               | Liam Kerrigan          | 2022       | 2026       | University College Dublin  |

Laatste update: 30 juli 2025

### Staf
| Functie            | Naam          | Sinds | Contract | Vorige club |
| ------------------ | ------------- | ----- | -------- | ----------- |
| Hoofdtrainer       | Cesc Fàbregas | 2024  | 2028     |             |
| Assistent-trainers | Marc Bircham  | 2022  |          | Waterford   |
| Assistent-trainers | Dani Guindos  | 2023  |          | Granada     |

Laatste update: 24 augustus 2024

## Overzichtslijsten

### Eindklasseringen sinds 1946
- 1946 5e
Serie B
- 1947 8e
Serie B
- 1948 3e
Serie B
- 1949 1e
Serie B
- 1950 6e
Serie A
- 1951 8e
Serie A
- 1952 12e
Serie A
- 1953 17e
Serie A
- 1954 4e
Serie B
- 1955 5e
Serie B
- 1956 3e
Serie B
- 1957 6e
Serie B
- 1958 8e
Serie B
- 1959 7e
Serie B
- 1960 8e
Serie B
- 1961 11e
Serie B
- 1962 15e
Serie B
- 1963 18e
Serie B
- 1964 3e
Serie C
- 1965 5e
Serie C
- 1966 3e
Serie C
- 1967 1e
Serie C
- 1968 1e
Serie C
- 1969 6e
Serie B
- 1970 13e
Serie B
- 1971 8e
Serie B
- 1972 4e
Serie B
- 1973 11e
Serie B
- 1974 4e
Serie B
- 1975 2e
Serie B
- 1976 15e
Serie A
- 1977 6e
Serie B
- 1978 19e
Serie B
- 1979 1e
Serie C1
- 1980 1e
Serie B
- 1981 13e
Serie A
- 1982 16e
Serie A
- 1983 5e
Serie B
- 1984 2e
Serie B
- 1985 11e
Serie A
- 1986 9e
Serie A
- 1987 9e
Serie A
- 1988 11e
Serie A
- 1989 18e
Serie A
- 1990 19e
Serie B
- 1991 3e
Serie C
- 1992 3e
Serie C
- 1993 6e
Serie C
- 1994 5e
Serie C
- 1995 19e
Serie B
- 1996 5e
Serie C
- 1997 11e
Serie C
- 1998 10e
Serie C
- 1999 2e
Serie C
- 2000 10e
Serie C
- 2001 2e
Serie C
- 2002 1e
Serie B
- 2003 17e
Serie A
- 2004 24e
Serie B
- 2005 18e
Serie C1
- 2006 4e
Serie D
- 2007 4e
Serie D
- 2008 1e
Serie D
- 2009 3e
Seconda Divisione
- 2010 12e
Prima Divisione
- 2011 19e
Prima Divisione
- 2012 13e
Prima Divisione
- 2013 12e
Prima Divisione
- 2014 8e
Prima Divisione
- 2015 4e
Lega Pro
- 2016 22e
Serie B
- 2017 7e
Lega Pro
- 2018 4e
Serie D
- 2019 1e
Serie D
- 2020 13e
Serie C
- 2021 1e
Serie C
- 2022 13e
Serie B
- 2023 13e
Serie B
- 2024 2e
Serie B
- 2025 10e
Serie A

- Serie A
- Serie B
- Serie C
- Prima Divisione
- Seconda Divisione
- Serie D

### Seizoensresultaten sinds 2001
| Seizoen | Competitie                          | Niveau | Eindstand | Coppa Italia | Opmerking                                                                         |
| ------- | ----------------------------------- | ------ | --------- | ------------ | --------------------------------------------------------------------------------- |
| 2000/01 | Serie C1                            | III    | 2         | --           |                                                                                   |
| 2001/02 | Serie B                             | II     | 1         | 8e finale    | Ligatopscorer Luis Oliveira: 23                                                   |
| 2002/03 | Serie A                             | I      | 17        | 2e ronde     |                                                                                   |
| 2003/04 | Serie B                             | II     | 24        | 4e groep 1   |                                                                                   |
| 2004/05 | Serie C1                            | III    | 18        | 4e groep 5   | failliet                                                                          |
| 2005/06 | Serie D                             | V      | 4         | --           | halve finale promotieserie                                                        |
| 2006/07 | Serie D                             | V      | 4         | --           | finale promotieserie                                                              |
| 2007/08 | Serie D                             | V      | 1         | --           |                                                                                   |
| 2008/09 | Lega Pro Seconda Divisione Girone A | IV     | 3         | --           | winnaar promotieserie > US Alessandria Calcio 1912 (4-1)                          |
| 2009/10 | Lega Pro Prima Divisione Girone A   | III    | 12        | 1e ronde     |                                                                                   |
| 2010/11 | Lega Pro Prima Divisione Girone A   | III    | 9         | 2e ronde     |                                                                                   |
| 2011/12 | Lega Pro Prima Divisione Girone A   | III    | 13        | 1e ronde     |                                                                                   |
| 2012/13 | Lega Pro Prima Divisione Girone A   | III    | 12        | 2e ronde     |                                                                                   |
| 2013/14 | Lega Pro Prima Divisione Girone A   | III    | 8         | 2e ronde     | kwartfinale promotieserie                                                         |
| 2014/15 | Lega Pro Girone A                   | III    | 4         | 3e ronde     | finale promotieserie > Cosenza Calcio (1-5), alsnog promotie                      |
| 2015/16 | Serie B                             | II     | 22        | 2e ronde     |                                                                                   |
| 2016/17 | Lega Pro Girone A                   | III    | 7         | 2e ronde     | Failliet; Naamswijziging in Como 1907                                             |
| 2017/18 | Serie D Girone A                    | IV     | 4         | --           | winnaar promotieserie > ASD Chieri (3-2) geen promotie vanwege te weinig plaatsen |
| 2018/19 | Serie D Girone B                    | IV     | 1         | 1e ronde     |                                                                                   |
| 2019/20 | Serie C Girone A                    | III    | 13        | --           |                                                                                   |
| 2020/21 | Serie C Girone A                    | III    | 1         | --           |                                                                                   |
| 2021/22 | Serie B                             | II     | 13        | voorronde    |                                                                                   |
| 2022/23 | Serie B                             | II     | 13        | 1e ronde     |                                                                                   |
| 2023/24 | Serie B                             | II     | 2         | 1e ronde     |                                                                                   |
| 2024/25 | Serie A                             | I      | 10        | 1e ronde     |                                                                                   |

### Como in Europa
Groep = groepsfase, T/U = Thuis/Uit, W = Wedstrijd, PUC = punten UEFA coëfficiënten .
Uitslagen vanuit gezichtspunt Como Calcio
| Seizoen | Competitie | Ronde      | Land                 | Club          | Totaalscore | 1e W    | 2e W    |
| ------- | ---------- | ---------- | -------------------- | ------------- | ----------- | ------- | ------- |
| 1981    | Mitropacup | Groep      | Vlag van Tsjechië    | Tatran Presov | 2-4         | 1-4 (U) | 1-0 (T) |
|         |            | Groep      | Vlag van Hongarije   | Csepel SC     | 2-1         | 0-0 (U) | 2-1 (T) |
|         |            | Groep (3e) | Vlag van Joegoslavië | NK Zagreb     | 3-2         | 2-0 (T) | 1-2 (U) |

## Bekende (oud-)Azzuri

### Spelers
- Jayden Addai
- Dele Alli
- Diego De Ascentis
- Andrea Belotti
- Stefano Borgonovo
- Ignace Van der Brempt
- Jean Butez
- Benito Carbone
- Maxence Caqueret
- Gustavo Carrer
- Carlo Cudicini
- Patrick Cutrone
- Anastasios Douvikas
- Cesc Fàbregas
- Luca Fusi
- Jean-Paul van Gastel
- Giovanni Invernizzi
- Nicolas Kühn
- Luigi Meroni
- Alberto Moreno
- Cas Odenthal
- Nico Paz
- Pepe Reina
- Sergi Roberto
- Tommaso Rocchi
- Paolo Rossi
- Luigi Sala
- Marco Simone
- Marco Tardelli
- Angelo Turconi
- Raphaël Varane
- Simone Verdi
- Pietro Vierchowod
- Gianluca Zambrotta

### Trainers
- Tarcisio Burgnich
- Loris Dominissini
- Cesc Fàbregas
- Luis Suárez
- Marco Tardelli